# Creixell
Creixell ist eine katalanische Gemeinde in der Provinz Tarragona im Nordosten Spaniens. Sie liegt in der Comarca Tarragonès.

## Geographische Lage
Die Gemeinde liegt zwischen Tarragona (18 Kilometer) und Barcelona (70 Kilometer) an der Costa Daurada und wird durch die Nationalstraße N-340 erschlossen. Obwohl die Gemarkung auch von den Bahnlinien Barcelona-Tarragona, Barcelona-Valls, der Schnellfahrstrecke Madrid–Barcelona sowie von der Autobahn A-7 durchquert wird, besitzt Creixell weder einen Bahnhaltepunkt noch eine Autobahn-Anschlussstelle.
Die langgestreckte Gemarkung erstreckt sich vom zwei Kilometer langen Strand nach Norden bis in das bergige Hinterland.

## Geschichte
Der Ort wurde im 12. Jahrhundert erstmals als Besitz der bischöflichen Kurie von Barcelona erwähnt. Gegen Ende des gleichen Jahrhunderts kam der Ort zunächst in den Besitz des Benediktinerklosters Sant Pere de Casserres in der Comarca Osona und dann – mit der Säkularisation des Klosters 1572 – in den Besitz der Jesuiten aus Barcelona. Dies blieb bis zur Vertreibung der Jesuiten 1767.

## Sehenswert
Das herausragendste Gebäude ist die Burg aus dem 11. Jahrhundert, obwohl die meisten noch erhaltenen Teile erst ab dem 16. Jahrhundert entstanden sind. Die Pfarrkirche Sant Jaume wurde ab 1559 über einer kleineren romanischen Kirche aus dem 11. Jahrhundert erbaut. Der Helm des erst 1771 fertiggestellten Turmes wurde 1917 erneuert und stammt vom modernistischen Architekten Josep Maria Jujol.

## Wirtschaft
Wesentliche Einnahmequelle von Creixell ist der Fremdenverkehr. Neben elf Ferienhaussiedlungen gibt es fünf Campingplätze für über 5000 Gäste.

## Kultur und Tradition
Die Festa Major zu Ehren des Schutzheiligen Sant Jaume findet in der Woche vom 25. Juli statt.

## Partnergemeinden
- Vorey seit 1990 und später auch dessen Nachbargemeinde
- Saint-Vincent, beide im Département Haute-Loire, Frankreich